# California Academy of Sciences
Die California Academy of Sciences (deutsch Kalifornische Akademie der Wissenschaften) ist eine Akademie der Wissenschaften und ein Museum für Naturgeschichte mit einem Planetarium, einem künstlichen Regenwald und einem großen Aquatikbereich im Golden Gate Park in San Francisco, Kalifornien.
Das Gebäude wurde von 2005 bis 2008 komplett neu gebaut und es beherbergt damit eines der modernsten Museen der Welt. Die Academy wurde 1853 als wissenschaftliche Gesellschaft gegründet (daher der Name). Noch heute beschäftigt sie viele Wissenschaftler und betreibt Grundlagenforschung in vielen Bereichen der Naturwissenschaften. Die Erkenntnisse werden in Ausstellungen präsentiert und weitervermittelt.

## Aufklärungsarbeit

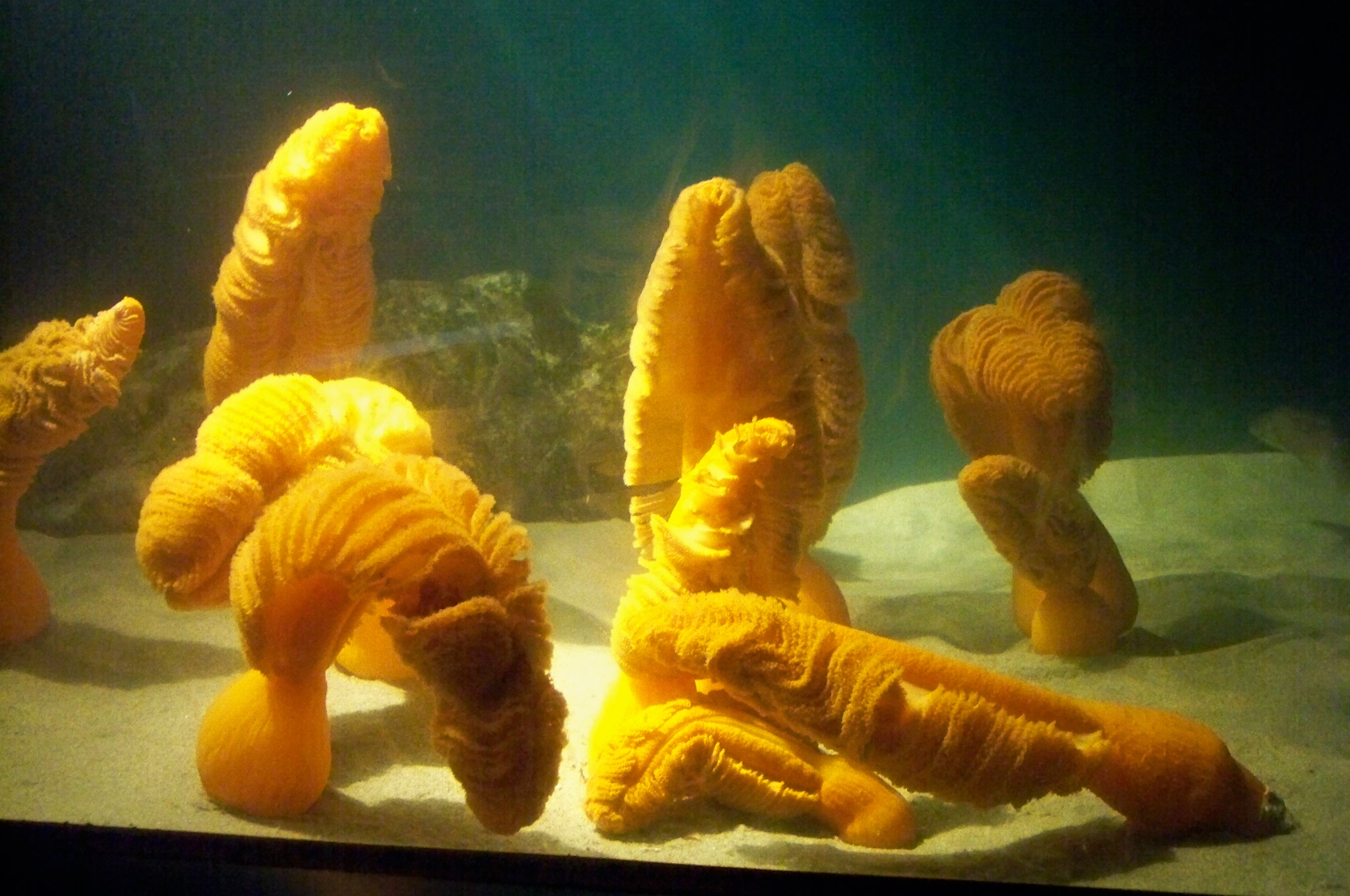
Das Steinhart Aquarium besteht aus vielen Aquarien

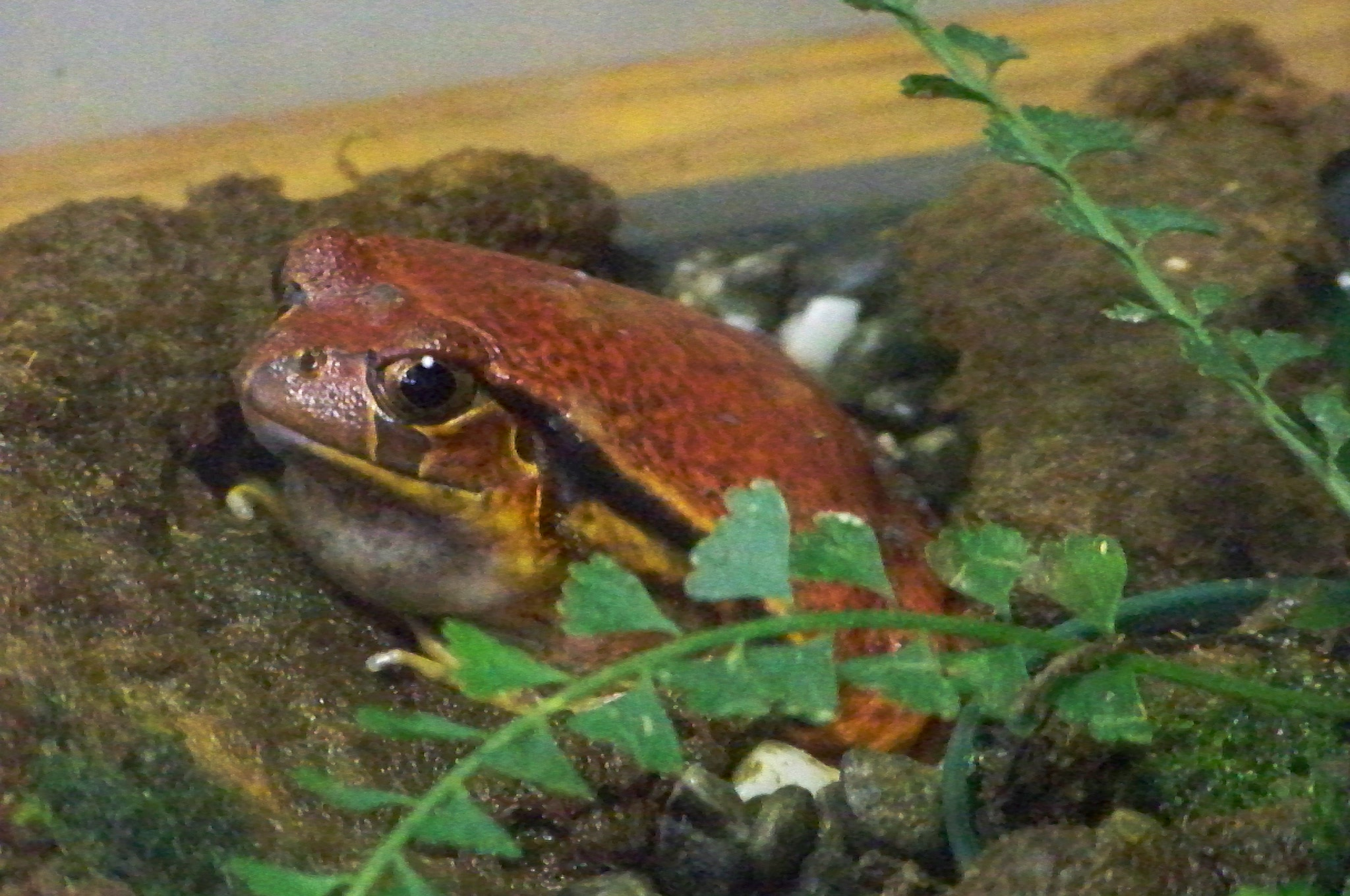
Ein Gefleckter Tomatenfrosch

Der Kernteil der Ausstellungen beschäftigt sich mit Naturgeschichte. Die öffentlichen Teile der Ausstellung gliedern sich grob in vier Teile:
- Die Hauptattraktionen der neueröffneten Academy ist der vierstöckige in einer Kuppel untergebrachte künstlich angelegte tropische Regenwald mit lebenden Fischen, Vögeln, Schmetterlingen und anderen Tieren.[4]
- Steinhart Aquarium – Es nimmt das gesamte Untergeschoss des Gebäudes ein
- Morrison Planetarium – Ein Planetarium in Form eines Rundkinos.
- Kimball Natural History Museum – Hier gehört die sogenannte Afrikahalle dazu, das ist eine Sammlung von Dioramen zur Tierwelt Afrikas, sowie verschiedene Wechselausstellungen zu verschiedenen Forschungsgebieten.

## Forschung
Die Academy betreibt in vielen Gebieten der Naturwissenschaften Forschung. Darunter Biologie, Anthropologie, Meeresbiologie, Botanik, Entomologie, Herpetologie, Ichthyologie, Zoologie von Wirbellosen, Mammalogie und Ornithologie. Auch Geologie hat eine lange Geschichte in der Akademie, insbesondere auch die Paläontologie als Teilgebiet davon. Es besteht heute ein starker Fokus auf Naturschutz und Ökologie und Biodiversität.

## Geschichte

### Anfänge

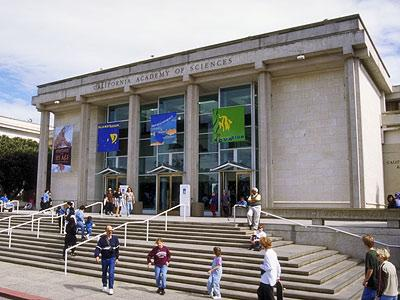
Das alte Gebäude der Academy of Sciences

Die California Academy of Natural Sciences wurde am 4. April 1853 gegründet, drei Jahre nach dem Beitritt Kaliforniens zu den Vereinigten Staaten. Zu den Gründungsmitgliedern gehörten: Henry Gibbons, M.D., Albert Kellogg, M.D., T. J. Nevins, Esq., Andrew Randall, M.D., Lewis W. Sloat, Esq., John B. Trask, M.D. Es war damit die erste vergleichbare Gesellschaft im Westen der Vereinigten Staaten. Das erklärte Ziel der Gesellschaft war „eine vollständige und systematische Erfassung von jedem Zipfel des Staates und eine Sammlung seiner seltenen und seiner verbreiteten Produkte“. Bereits 1868 wurde der Name in das umfassendere California Academy of Sciences geändert.
Bereits zu den Anfangszeiten hatte die Academy vorausschauend auch Frauen wesentliche Aufgaben zugeteilt. Verschiedene Wissenschaftlerinnen fanden bereits im 19. Jahrhundert Arbeit in der Academy, als Frauen noch kaum Möglichkeiten in der Forschung und der Wissenschaft hatten oder ihre Arbeit auf Sekretärinnen oder Katalogisierung beschränkt war.
Das erste eigene Museum wurde 1874 an der Ecke California Street & Dupont Street (heute Grant Avenue) eröffnet und zog bereits 80.000 Besucher pro Jahr an (zum Vergleich: San Francisco hatte um 1870 etwa 150.000 Einwohner). Durch ein Legat von James Nick, einem Immobilienmogul, Unternehmer und Philanthrop wurde es der Academy ermöglicht, 1891 in ein neues und größeres Gebäude in der Market Street umzuziehen. Leider fiel dieses Gebäude dem schweren Erdbeben von San Francisco zum Opfer, das auch wesentliche Teile der Bibliothek und der Sammlungen zerstörte. Der Zufall wollte es, dass in jenem Jahr die erste der insgesamt sieben von der Academy unterstützten Expeditionen auf die Galapagos-Inseln losgeschickt worden war, welche sieben Monate später mit viel neuem Anschauungsmaterial zurückkehrte und damit den neuen Grundstein der Sammlungen legte.

### Ausbau im 20. Jahrhundert

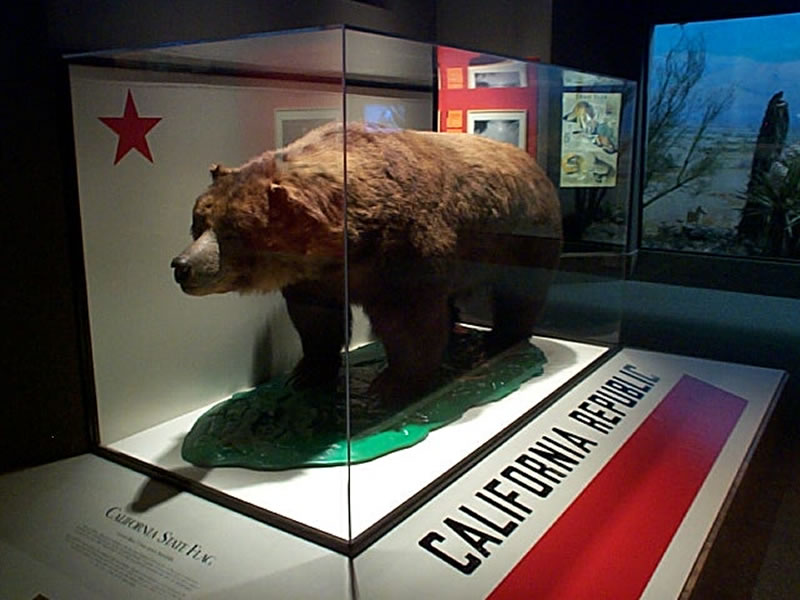
Monarch in seinem Schaukasten

„Monarch“, der letzte lebend gefangene Grizzlybär Kaliforniens, wurde nach seinem Tod 1911 als ausgestopftes Modell der Academy übergeben. Der Bär diente als Model für die neue Flagge Kaliforniens.
Im Jahr 1916 zog die Academy schließlich in den Golden Gate Park, wo sie sich noch heute befindet. 1923 wurde das Steinhart Aquarium hinzugefügt, die Afrikahalle folgte 1934.
Während des Zweiten Weltkriegs beteiligte sich die Academy unterstützend für die amerikanischen Truppen, indem sie in ihren Werkstätten optische Instrumente und Navigationsgeräte der United States Navy reparierte. Fort Mason, einer der wichtigsten Einschiffungspunkte im Pazifikkrieg, liegt kaum fünf Kilometer entfernt.

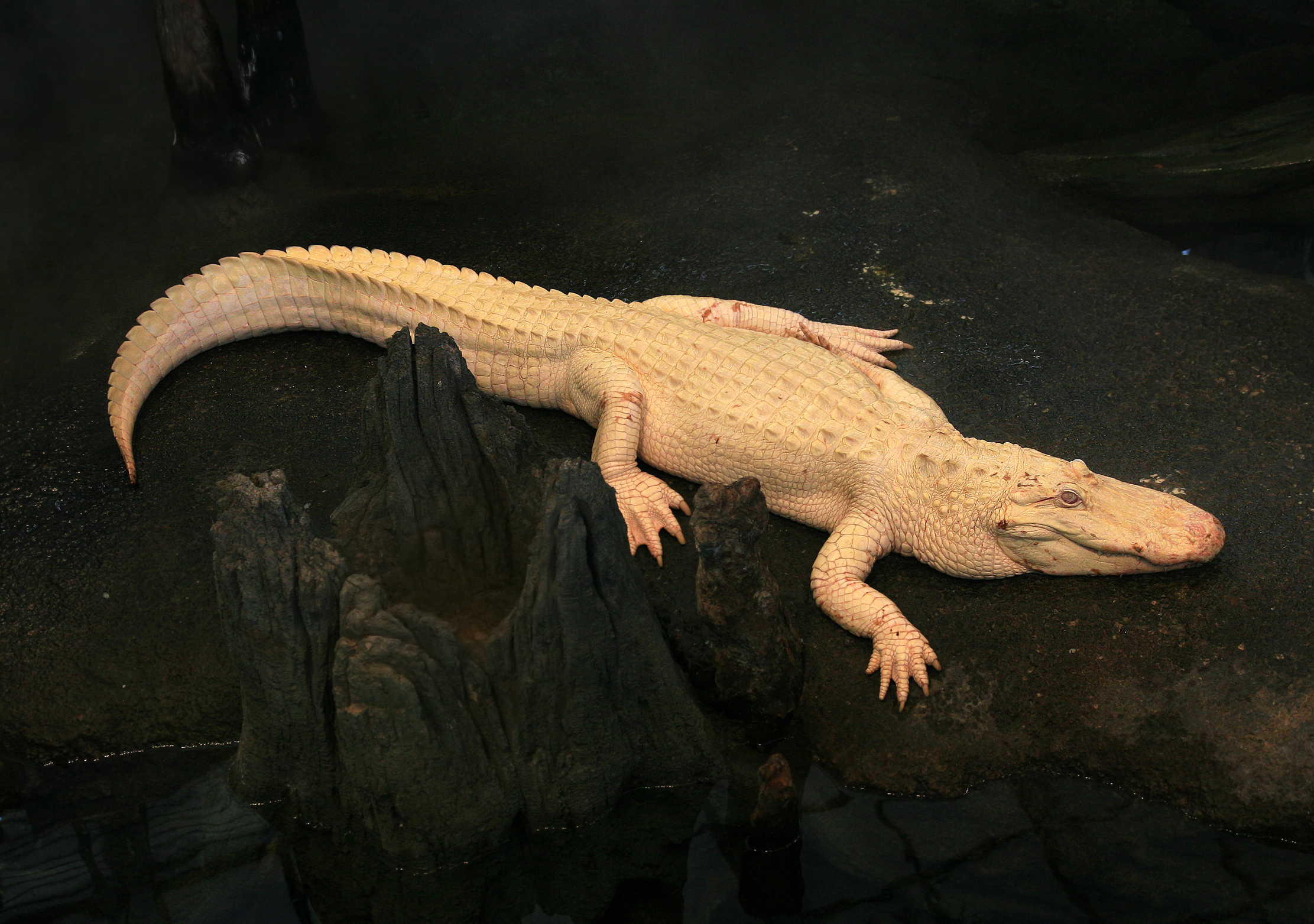
Ein seltener Albino-Alligator

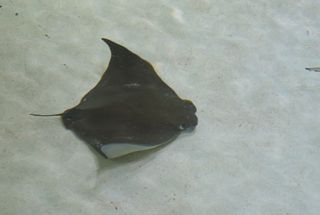
Eine Kuhnasenrochen-Art (Rhinoptera bonasus) in einem der Aquarien

Nach dem Krieg wurden die Ausstellungshallen weiter ergänzt, etwa 1952 mit dem Planetarium. Kern dieses Planetariums war ein eigens neu entwickelter Sternprojektor, der ein äußerst realistisches Bild an den „Himmel“ projizieren konnte. Der Projektor war in der Lage die Sterne realistisch verzerrt darzustellen, statt rund wie bei den meisten anderen solchen Projektoren. Das heutige Planetarium ist volldigitalisiert.
In den 1960er-Jahren fokussierten sich viele Universitäten auf neue Wissenschaftszweige, darunter die Molekularbiologie und überließen der Academy ihre nicht mehr benötigten (Tier-)Sammlungen. 1969 wurde die Cowell-Halle neu eröffnet und 1977 der sogenannte „fish-roundabout“ ein riesiges, rundes Aquarium, das sich um den Besucher herumbewegt und den Eindruck eines Karussells hinterlässt.

### 21. Jahrhundert: Neubau
Vor dem Abriss der alten Gebäude im Jahr 2005 gab es Ausstellungen zu den Themen Evolution und Paläontologie (mit einem Skelett eines Tyrannosaurus Rex, um die Realität hinter Jurassic Park zu vermitteln), außerdem zu Edelsteinen, über Erdbeben und eine Ausstellung mit Comics von Gary Larson, der selbst an der Academy gearbeitet hatte.
Die Gebäude der Academy wurden im Loma-Prieta-Erdbeben 1989 schwer beschädigt. Zunächst wurde die Vogelhalle für die Öffentlichkeit geschlossen, weil sie nicht mehr sicher war. Das Steinhart Aquarium, dessen Konstruktionsmängel jetzt sichtbar geworden waren, hatte auch erheblich gelitten. Während der Ausarbeitung von Sanierungsplänen und Konstruktionsvorschlägen, um die Gebäude erdbebensicherer zu gestalten, stellte sich heraus, dass dafür ein sehr großer Aufwand nötig gewesen wäre. So entschied man sich, die alten Gebäude vollständig abzureißen und die Academy von Grund auf neu zu bauen.

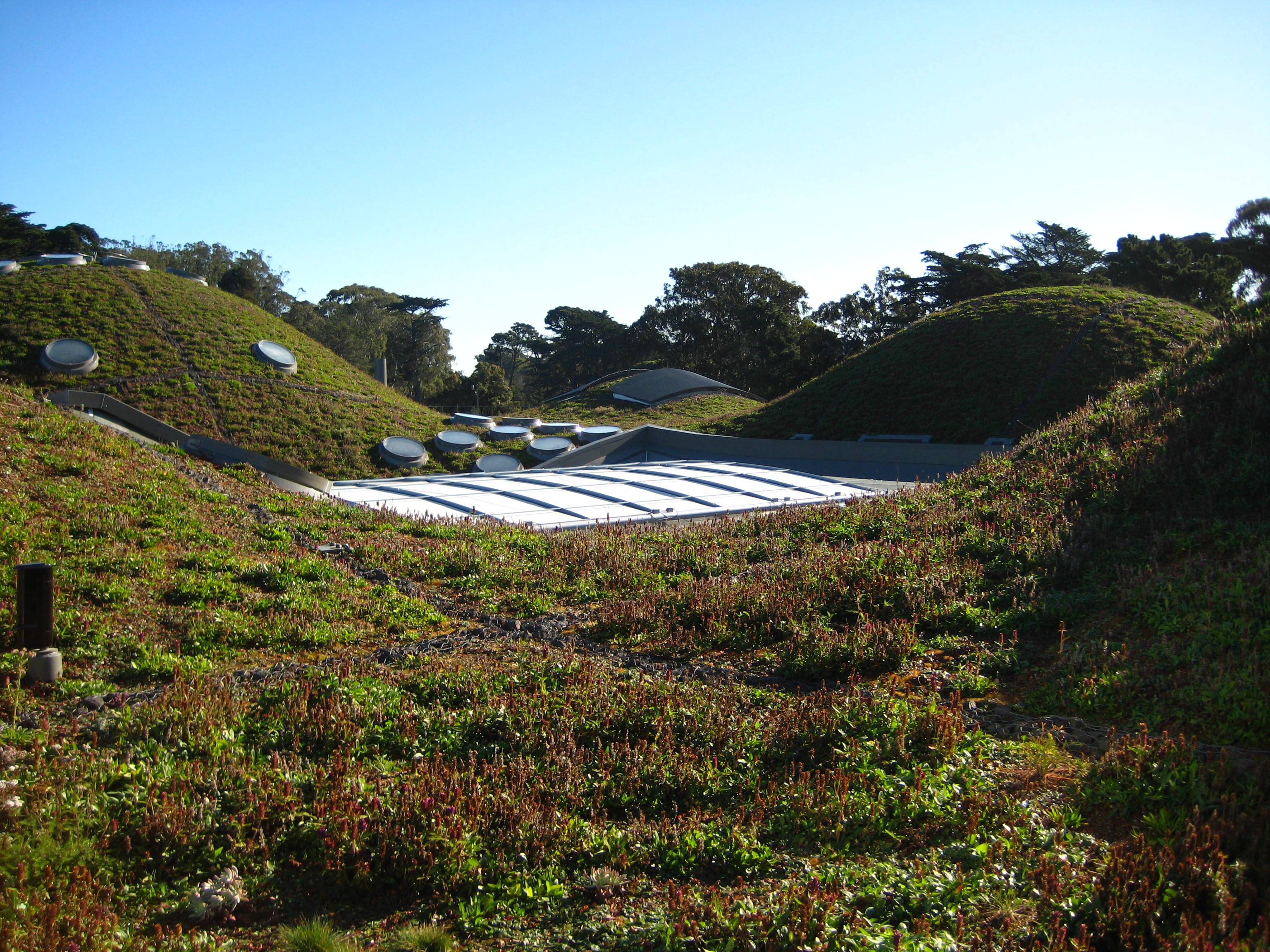
Die moderne Dachbegrünung enthält einheimische Pflanzen, eine genau bemessene Dränage und Solarzellen mit optimaler Ausrichtung.

Am 12. September 2005 rollten die Baumaschinen an, um mit dem 500-Millionen-US-Dollar-Projekt anzufangen. Die Ausstellung wurde vorübergehend in die Howard Street verlegt, wo sie den Besuchern weiterhin zugänglich blieb. Architekt für das neue Gebäude war der Italiener Renzo Piano. Das Design gewann den Holcim Award Silver für nachhaltiges Bauen. Ein Kritiker bezeichnete das Gebäude als „aufflammend unzynische Umarmung der Werte der Aufklärung, Wahrheit und Rationalität“ und eine „Erinnerung an die zivilisierende Funktion großer Kunst in einem barbarischen Zeitalter“.

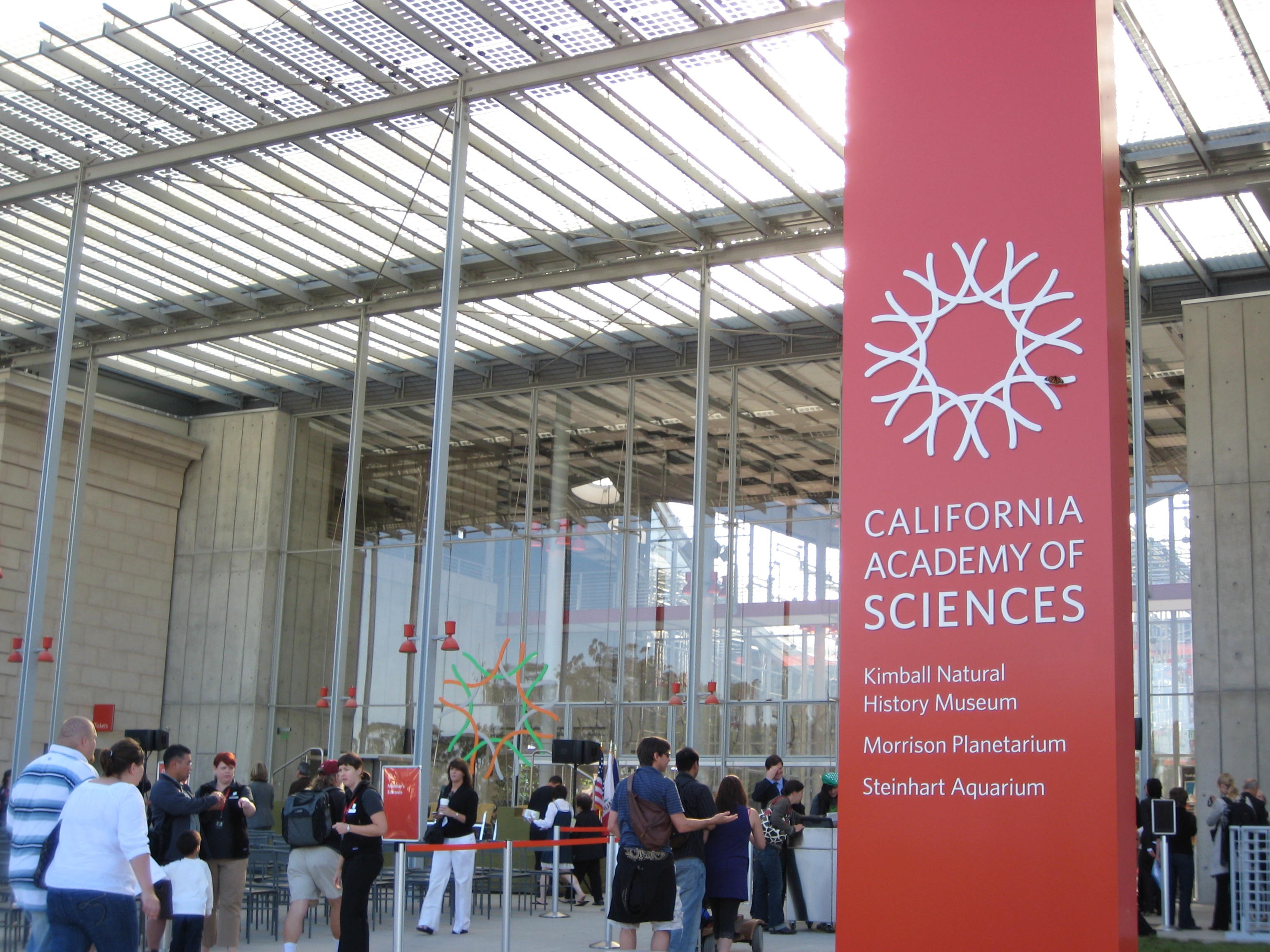
Das neue Gebäude am Eröffnungstag

Das neue Gebäude ist ein Vorreiter in ökonomischem Design, das die Werte der Academy zum Vorschein bringt. Ökologie und Nachhaltigkeit waren zentrale Motive beim Neubau, der die höchstmögliche Auszeichnung vom amerikanischen Leadership in Energy and Environmental Design (LEED)-Programm erhielt. Mehrere Bedeutende Fernsehsender brachten Sendungen, die die Architektur der Academy zum Inhalt hatten. Zentrales Element der Architektur ist das „lebende Dach“, das von verschiedenen einheimischen Pflanzen bevölkert wird. Die Dachbegrünung wurde so gewählt, dass sie ohne Bewässerung auskommt, das auftretende Regenwasser wird gesammelt und weiterverwendet. Dazu ist zu wissen, dass die Region um San Francisco im Sommer sehr trocken ist, besonders östlich vom Bay wird praktisch jedes Stück Wiese und jeder Baum mit immensem Aufwand künstlich bewässert.
Am 27. September 2008 wurde die Academy wiedereröffnet. Der Eintritt war am ersten Tag frei, so dass sich vor dem Eingang eine Schlange von über einer Meile bildete. Längst nicht alle Besucher konnten an diesem Tag eingelassen werden. Die San Francisco Chronicle hatte nur lobende Worte für die neue Academy übrig.

## Architektur
Das neue Gebäude umfasst mehrere auffällige ökologische Neuerungen:
- 50 Prozent weniger Abwasser als früher
- Verwendung von gesammeltem Regenwasser zur Bewässerung
- 60.000 Photovoltaikzellen
- Ein begrüntes Dach von einem Hektar
- 90 Prozent der Ausstellungsfläche wird von Sonnenlicht beleuchtet
- Gebaut aus 15.000 Kubikmetern Recycling-Beton und 5.000 Tonnen recyceltem Stahl
- Die Gebäudedämmung besteht aus wiederverwendeten Denim-Jeans